# Tony Daley
Anthony Mark Daley (Birmingham, 18 ottobre 1967) è un ex calciatore inglese, di ruolo attaccante.

## Caratteristiche tecniche
Era un'ala.